# Cloviskulturen

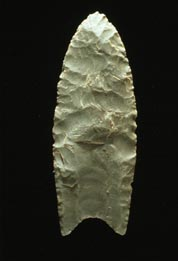
En clovisspets.

Karta över Amerika som visar bebodda platser före Cloviskulturen

Cloviskulturen, var en tidig kultur i Nordamerika för cirka 13 000 år sedan, Kulturen har betraktats som en av de första i Nordamerika och det har uppstått en diskussion kring teorin om Clovis först. Cloviskulturen dateras nu att ha börjat cirka 12800 B.P. (= before present era, där denna sätts till 1950 vid C-14 dateringar.) och varade sedan i 200 till 400 år. Andra sätter kulturens början till 13 000 B.P. Lämningar av människor i Amerika av tidigare datum än detta har hittats sedan 1970-talet.  Ett sådant bevis är fotspår i New Mexiko som daterats att vara över 20 000 år gamla. 

## Namn
Kulturen har fått sitt namn efter fyndplatsen nära Clovis i Curry County i delstaten New Mexico, där de karaktäristiska spjutspetsarna hittades 1929. De första fynden från en yngre kultur hittades vid Folsom, New Mexico 1927, tillsammans med ben av Bison antiquus - förfadern till den moderna bisonoxen. Sedan dess har det hittats tusentals Clovisspetsar i alla USA:s 48 delstater på  kontinentala söder om Canada alltså inte i Alaska eller Hawaii samt dessutom i Mexico, Belize och Costa Rica. Dessa spetsar har använts för att jaga mammut och andra stora djur.

## Clovis first
Cloviskulturen har traditionellt ansetts för att representera den första mänskliga invandringen till den amerikanska kontinentenn efter att inlandsisen dragit sig tillbaka i slutet istiden. Cloviskulturen skulle då vara ursprungskultur till alla senare indianska kulturer. De senaste åren har fler arkeologer anslutit sig till att det nu finns bevis för ett flertal fyndställen  i USA och Sydamerika som kan dateras till äldre tid än de äldsta daterade clovisfynden. Om dessa dateringar är riktiga representerar inte cloviskulturen  den första migrationen till kontinenten. Den blir en av flera tidiga paleolitiska kulturer på kontinenten som spred sig över Amerika efter att ha korsat landbryggan över Beringssund. 
Till 1980-talet antogs att Cloviskulturen var början av bosättningshistorien i Amerika. Sedan dess har på flera ställen Nordamerika, men också i Sydamerika, påträffats fynd av människor eller artefakter som av samma ålder som Clovis eller några tusen år äldre, så kallade före Clovis platser. Viktiga fyndplatser i denna kategori är Meadowcroft i Pennsylvania, Nenana komplexet i Alaska, Monte Verde  i Chile, Serra da Capivara  i Brasilien, och in på 2000-tusen talet Paisleygrottan i Oregon och Buttermilk Creek Complex i Texas. En benspets hittades i Washington. Dessa fynd visar att Amerika befolkades före Cloviskulturen. Vid Buttermilk Creek hittades en typ av stenverktyg äldre än Clovis. För olika platser med fynd före Cloviskulturen se illustration till höger.
Uppfattningen att stenåldersjägare från Europa skulle ha tagit sig till Nordamerika längs isranden stödde sig på likheter mellan clovisartefakter och Solutréenkultur i Frankrike. Denna så kallade Solutréenhypotes kunde 2014 avfärdas genom DNA-analysen av benen från clovisgraven Anzick 1.
Dateringen av verktygen i Paisleygrottan gjorde det nödvändigt att räkna med en tidigare bosättning än Clovis. I mellanområdet mellan Klippiga bergen och Stilahavskustens bergskedja har det inte hittats några clovisspetsar utan så kallade Western stemmed points. De är samtida med Clovis så att man får förmoda att en invandrandring längs kusten utvecklade andra redskapstyper.

## Kulturens levnadssätt
Det är osäkert hur kulturen spreds över Nordamerika - från öst eller från väst. Det finns fynd i den isfria korridoren öster om de västra bergskedjorna men få längst norrut i Alaska. Clovis-kulturen spreds över hela den nordamerikanska kontinenten och så långt som till Centralamerika på bara några hundra år. Kulturen fanns i slutet av istiden, och längs norra delen av kontinenten låg isen kvar liksom glaciärerna i Klippiga bergen och i västra Kustbergen. I stäpp- och skogslandskapet söder om landisarna levde den istidsformade megafaunan som bestod av bland annat mammutar, olika gigantiska sengångare (Eremotherium och Paramylodon), älg, hästar, kameler, amerikansk mastodont och släktingar till den amerikanska bisonen.
I söder spreds kulturen till norra Mexiko. Men de första fynden av Cloviskulturen gjordes på mellanvästerns slätter (great Plaines). Tidigare trodde man att centrum för kulturen låg på de södra slättlandet från Texas till Oklahoma. Senare har de största upptäckterna gjorts i östra delen av kontinenten. Flest Clovisspetsar har hittats i Ohio och Alabama. Vid Debert i Nova Scotia har gjorts ett av få fynd i Kanada, det nordligaste på ostkusten. På västkusten går fynden till  California men de är sällsynta. En spridningskarta över clovisspetsarnas utbredning finns på internetsidan North Dakota Studies.
Människorna levde i små grupper eller familjegrupper som nomadiska jägare och samlare, möjligen främst på jakt efter mammut och bison. Det förekom även jakt på mindre vilt som vitsvanshjortar, tjockhornsfår och smådjur som kaniner, men även reptiler och fåglar. Man samlade in frukter och nötter från vilda växter. Ben av små djur har hittats i utgrävningarna, liksom resterna av fisk och blötdjur, samt olika frön, vilket visar att människorna använde ett flertal näringskällor.
Bilden av kulturen som rena storviltjägare kan vara falsk. Idag verkar det sannolikare att Clovisfolket var mera beroende av att samla växter, jaga smådäggdjur och troligen fiske. Tillsammans med skrapor, spån, borrar och nålar var Clovisspetsen en del av ett verktygsset —ett verktygsbälte för den antika världen —som människorna använde för att erövra nya landområden. Fyndplatserna har nästan enbart varit jaktplatser på storvilt. De ligger på låga flodterrasser dit viltet kom för att dricka. Andra låg vid källor och vattenhål. Stora mängder stenavslag har hittats på bergssluttningar längs floder. Dessa har identifierats som verkstadsplatser där människorna har väntat på djurens årsvandringar och under tiden har tillverkat vapen och verktyg. Det är säkert att storviltet har spelat en betydande roll men kanske inte bara storviltjakt. Storviltet försåg människorna med hudar, råvaror och stöttänder (betar) av mammutar och massiva ben samt djurhår som kunde användas vid tillverkning av textilier. Avfall med avslag är vanliga boplatsfynd liksom krossade ben där benmärgen har extraherats. Bland fynden finns också kärnor, som artefakter har tillverkats från. Cylindrar gjorda av mammutbetar är också en typ av fynd.
Boplatserna från Cloviskulturen är knappast kända alls, det antas att på vintern har man dragit sig tillbaka till överhäng eller grottor. Anzick i Montana där benredskap hittades med en ålder på omkring 13000 år var ett sammanstörtat klippöverhäng, där fler än 130 redskap av ben hittades.Gault site i centrala Texas med en ålder omkring 13000 år är en stor boplats. Här hittades en fyrkantig struktur av kalksten som kan ha varit golvet i en bostad. Bara en fyndplats med stolphål och en oval grop har ansetts vara från cloviskulturen.  Det har tolkats som en hydda och som ett grophus. Vid  Gault platsen i Texas finns fynd av ristningar på stenar med konstmotiv. Kiselstenar ristades med en stenspets och linjerna formade geometriska mönster och ett förmodat stiliserat djur och möjligen några blommor,
Man har hittat fem typer av Clovis platser  i Nordamerika—enkla så kallade jaktplatser (kill sites), återkommande kill sites som använts flera gånger, boplatser (camp sites), depåplatser (cache sites), och lösfynd (isolated artifacts). Clovisjaktplatser med spetsar och isolerade pilspetsar  är vanliga medan  boplatser med härdar och depåer är sällsynta.
Bara en grav är känd vid Anzick, nära Wilsal i Montana. Graven upptäcktes 1968 och var två barnbegravningar tillsammans med 100 artefakter av sten och ben. Över begravningen hade ett fint pulver av rödockra strötts.Denna rödockrabehandling gör platsen till den första rituella begravningen i Amerika. Detta sätt att begrava de döda kom att användas ännu flera tusen år i Nordamerika.( Om DNA-analysen se annat avsnitt.)
Utbredningen av kulturen är i detaljer oklar men utbredningskartan ger viss information. Mer än 10,000 Clovisspetsar  har hittats, spridda på 1,500 lokaler över det mesta av Nordamerika.Fynden är från en kortare period på 200-400 år. Slutsatsen är att kulturen bredde ut sig över hela USA:s yta och ännu längre söderut på denna korta tid.  På några få århundraden dyker de upp från Florida till Montana, från Pennsylvania till Washington skriver Smithsonian magazine. Söderut nådde den ända till Panama. I Sydamerika hittas liknande spetsar så kallade fisksvans spetsar. Dessa gäller som äldsta artefakt i Sydamerika och har stor utbredning där och är jämförbar med  Clovisspetsar. Dessa spetsar saknar tyvärr säkrare datering. En välundersökt plats  med fynd är den så kallade Fells grotta i Chile.

## Redskap

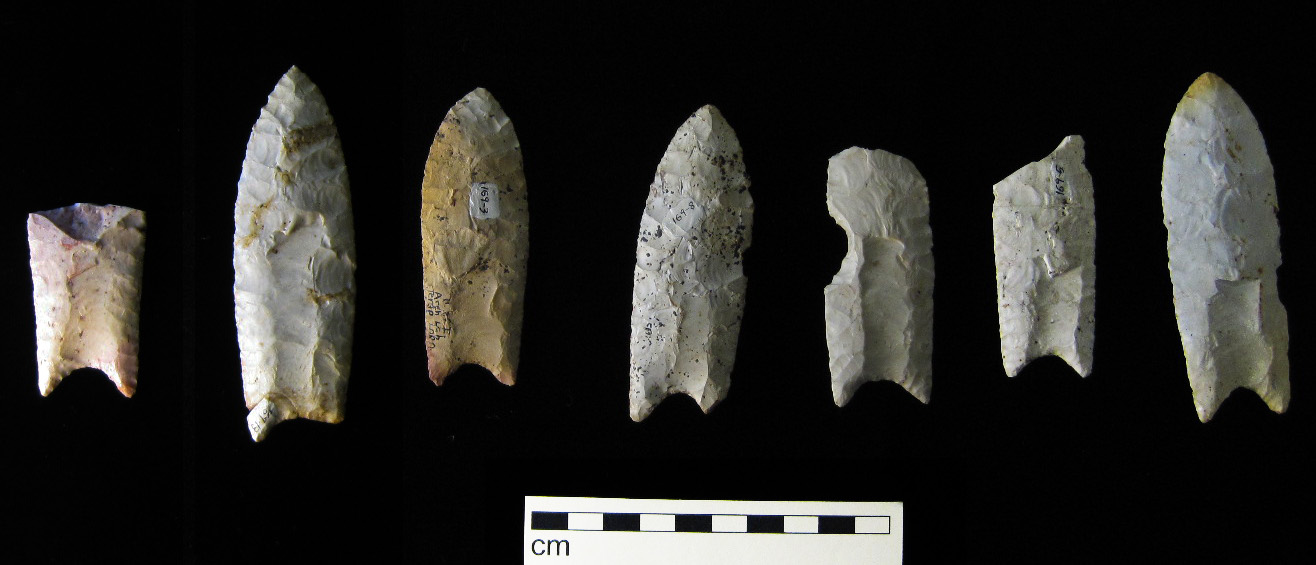
Clovisspetsar från Iowa (delvis skadade), med så kallad flutes = basal Skafttunge

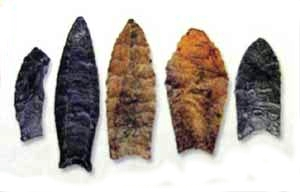
Olika Clovis Spetsar

Clovisspetsar är cloviskulturens ledartefakt, det vill säga att de är utmärkande för kulturen. Hittar man Clovisspetsar har man hittat en boplats från kulturen. De kan vara upp till 20 cm långa men oftast 12-13 cm och består av flinta eller andra goda hornstenar och materialet utvanns på platser som användes under tusentals år som stenbrott. Clovisfolket fick särskilt högkvalitativ flinta från Alibates Flintbrott vid Canadian River i nordöstra Texas, ett av de längst använda stenbrotten i Amerika. Kalcedon härstammade från Ohiofloden och flinta från Knife River i North Dakota i nuvarande gränsområdet mellan USA och Kanada. Enstaka fynd av obsidian har också hittats på boplatserna av Cloviskulturen. Obsidianen kommer från Klippiga bergen och från sydväst  mellan Arizona och Texas.  Obsidian klippan i Yellowstone-Nationalpark är välkänd. Särskilt i det råmaterialfattiga östra Nordamerika tvingades clovisbefolkningen förflytta sig eller byteshandla över långa sträckor för att komma över råmaterial för sina stenverktyg. Spetsar har hittats flera hundra och till och med 1000 kilometer från stenbrotten. 
Spetsarna var tvåsidigt slagna till eggar och användes inte bara som kastspjut utan kunde användas i handen för att slakta bytesdjuren. Förutom spetsarna använde paleoindianerna större handyxor för grövre arbeten och mindre flintblad för finare arbete. De större verktygen har fått en ny yta när de slitits ut för att spara material. De stora handyxorna fungerade också som materialreserv, eftersom mindre verktyg när som helst kunde tillverkas av dem.

## Genetiskt arv från Östasien
Att Clovismänniskorna ändå har varit tidiga förfäder till moderna Indianer stöds av att Anzick 1-fyndet från Montana. Fyndet är det hittills enda fossila fyndet av människor som kan knytas till cloviskulturen. Det var en grav med en knappt tvåårig pojke. Man har kunnat extrahera DNA från fyndet. DNA analysen visar att fyndet var nära besläktat med urbefolkningen i Amerika.  Det talar starkt mot alla hypoteser att Amerika skulle ha  befolkats från Europa eller Australien eller Stillahavsöarna. Allt talar för att det var människor från Östasien som koloniserade kontinenten. Så detta talar starkt för att det var en enda migration av människor till Amerika menar Michael Waters, arkeolog. när han beskriver fyndet. Clovispojken delade omkring 1/3 av sina gener med det 24000 år gamla barnfyndet från  Mal’ta vid Baijkalsjön. Det samma gäller för  alla nuvarande amerikanska urinnevånare. Mötet mellan östasiater och Mal´ta gruppen hände före cloviskulturen.

## Megafaunans utdöende
Istidens megafauna i Nordamerika dog ut ungefär vid samma tid som Cloviskulturen fanns. Mammutar, jättesengångare och Aenocyon dirus, en släkting till vargen, försvann. Av dåtidens storvilt var det bara bison som överlevde. Ett samband med Clovisfolkets jakt har diskuterats flitigt. Som ett alternativ till utrotning genom jakt har klimatförändringen under Yngre Dryas, då ett kraftigt återfall till kallare istida klimat ägde rum i slutet av istiden och början av holocen. 
Det har spekulerats att cloviskulturen kan ha försvunnit genom en katastrofhändelse i början av yngre dryas, kanske ett meteoritnedslag (se Younger Dryas impact hypothesis), som plötsligt ändrade klimatet och orsakade stora bränder över kontinenten med massutrotningar av stora däggdjur som en följd. 2007 publicerades vetenskapliga artiklar fötreslog att utrotningen av megafaunan och försvinnandet av Cloviskulturen orsakades av ett meteoritnedslag eller en explosion av metoriten i atmosfärens nedre lager. Vetenskapsmännen bygger på fynd av svarta lager av kol i stora delar av Nordamerika i skikt av samma ålder, samt fynd av kol i form av mikrodiamanter, som förklaras av trycket från en sådan explosion. Ett problem med meteoritteorin är att studier visar att endast djurarterna påverkades av förändringarna medan den mänskliga befolkningstätheten minskade inte vilket en meteoritkatastrof borde ha orsakat. Ny forskning tyder på att grafen, som nu identifierats av elektrondiffraktionsstudier, förväxlades med nanodiamanter i de tidigare studierna. En systematisk utvärdering av borrkärnor från våtmarker i Nordamerika kom också till slutsatsen att isotopsammansättningen inte gav några bevis för ett meteoritnedslag. När Clovis-kulturen slutar då börjar Folsom-kulturen som ersätter den. Deras projektilspetsar är mindre och retuscheringen sträcker sig längre mot spetsen. Efter utrotningen av megafaunan gick man över till att jaga mindre vilt, och avslutningen av istidens klimatpåverkan säkerställde också spridningen av andra växter vilket gav nya försörjningsmöjligheter.

## Andra invandringsvägar
En studie 2016 av växt-DNA från istidens Canada kom fram till slutsatsen att den isfria korridor genom landet öppnades först åtskilliga hundra år efter att de första människorna kom till Amerika, och det gäller oavsett om det var cloviskulturens människor eller en tidigare   migrationsvåg. Människor fanns på kontinenten innan korridoren i landisen öppnades. Den första invandringen använde sig troligen av en väg vid stillahavskusten.